# Переславский район
Пересла́вский райо́н — административно-территориальная единица (район) на юге Ярославской области России.
Административный центр — город Переславль-Залесский (в район не входит). В рамках организации местного самоуправления в границах района и райцентра функционирует городской округ город Переславль-Залесский.

## География
Площадь — 3108 км² (3-е место среди районов). Район граничит с Угличским и Борисоглебским районами на севере, с Ростовским районом на северо-востоке, а также с Владимирской (юг), Московской (юго-запад) и Тверской (запад) областями.
На севере района находится высшая точка всей области — возвышенность Тархов холм (292,4 м над уровнем моря).
Основные реки — Нерль, Кубря, Трубеж. Также на территории района расположено Плещеево озеро.

### Климат
Зимой средняя температура −11 °C (минимум −39,5 °C), летом средняя температура +18 °C (максимум +37 °C).

## История
Образован Постановлением Президиума ВЦИК от 10 июня 1929 года в составе Ивановской промышленной области из бывшего Переславского уезда Владимирской губернии, без Нагорьевской волости. В район вошли сельсоветы: Алексинский, Багримовский, Бакшеевский, Бектышевский, Берендеевский, Боронуковский, Будовский, Веслевский, Виленский, Глебовский, Голоперовский, Добриловский, Дубровицкий, Купанский (он же Хмельниковский), Лыченский, Нагорный, Никульский, Новский, Погостовский, Подберезьевский, Половецкий, Пономаревский, Рагозинский, Рушиновский, Рязанцевский, Скомороховский, Смоленский, Стаищепский, Фалелеевский, Юринский, Ягреневский. В 1929—1930 годах район входил в Александровский округ Ивановской промышленной области. В 1935 году во вновь образованный Петровский район были переданы Виленский, Погостовский, Подберезьевский и Рушиновский сельсоветы. В 1936 году район вошёл в состав вновь образованной Ярославской области.
17 марта 1944 года Переславль-Залесский получил статус города областного подчинения и был выведен из состава района, оставаясь, при этом, его центром.
В 1945 году Алексинский, Багримовский, Бакшеевский, Бектышевский, Берендеевский, Боронуковский, Булевский, Дубровицкий, Никульский, Рязанцевский, Смоленский и Стаищевский сельсоветы и рабочий поселок Берендеево отошли к вновь образованному Рязанцевскому району. В 1954 году в районе было проведено объединение некоторых сельсоветов: Глебовский, Новский и Половецкий слились в один Глебовский; Юринский и Голокеровский — в Юринский; Лыченский к Скомороховский — в Лыченский; Пономаревский и Фалелеевский — в Пономаревский; Ягреневский и Рагозинский в Троицкий; Веслевский и Нагорный — в Веськовский. 6 марта 1959 года к Переславскому району была присоединена часть территории упразднённого Рязанцевского района с сельсоветами: Алексинский, Дубровицкий, Любимцевский, Саревский, Скоблевский, Смоленский и рабочий поселок Берендеево; Саревский сельсовет переименовал в Рязанцевский. В связи с ликвидацией Петровского района на основании Указа Президиума Верховного Совета РСФСР от 22 октября 1959 года в Переславский район передан Погостовский сельсовет. Указом Президиума Верховного Совета РСФСР от 1 февраля 1963 года образован Переславский сельский район, в состав которого вошли и бывшие Переславский и Нагорьевский районы. Состав сельсоветов стал следующий: Алексинский, Андриановский, Веськовский, Глебовский, Дмитриевский, Добриловский, Дубровицкий, Загорьевский, Копнинский, Лыченский, Любимцевский, Нагорьевский, Погостовский, Пономаревский, Лутчинский, Рязанцевский, Скоблевский, Смоленский, Троицкий, Хмельниковский, Юринский. Указом Президиума Верховного Совета РСФСР от 12 января 1965 г. Переславский сельский район преобразован в Переславский район. Решением облисполкома от 12 июля 1965 г. в районе образован Кубринский сельсовет, в состав которого вошла часть территории Андриаиовского сельсовета.

## Население
| 1939    | 1959    | 1970    | 1979    | 1989    | 2002    | 2007    | 2009    | 2010    |
| ------- | ------- | ------- | ------- | ------- | ------- | ------- | ------- | ------- |
| 77 837  | ↘44 911 | ↘43 157 | ↘34 279 | ↘28 232 | ↘22 576 | ↘22 481 | ↘20 445 | ↘20 352 |
| 2011    | 2012    | 2013    | 2014    | 2015    | 2016    | 2017    | 2018    |         |
| ↘20 266 | ↘20 036 | ↘20 030 | ↗20 344 | ↗20 704 | ↘20 664 | ↘20 514 | ↘20 076 |         |

## Административно-муниципальное деление
Переславский район как административно-территориальная единица области включает 21 сельский округ.
В рамках организации местного самоуправления с 1 января 2006 до 1 января 2019 гг. в границах района функционировал Переславский муниципальный район, который к 2019 году вместе с входившими в его состав тремя муниципальными образованиями со статусом сельского поселения был упразднён и включён в городской округ город Переславль-Залесский.
| Административно- территориальная единица | Административный центр | Муниципальное образование (в 2006—2018 гг.) | Административный центр | Количество населённых пунктов | Население (чел.) | Площадь (км²) |
| ---------------------------------------- | ---------------------- | ------------------------------------------- | ---------------------- | ----------------------------- | ---------------- | ------------- |
| Андриановский сельский округ             | село Андрианово        | Нагорьевское сельское поселение             | село Нагорье           | 109                           | ↘5075            | 1049,00       |
| Дмитриевский сельский округ              | село Дмитриевское      | Нагорьевское сельское поселение             | село Нагорье           | 109                           | ↘5075            | 1049,00       |
| Загорьевский сельский округ              | село Загорье           | Нагорьевское сельское поселение             | село Нагорье           | 109                           | ↘5075            | 1049,00       |
| Копнинский сельский округ                | село Копнино           | Нагорьевское сельское поселение             | село Нагорье           | 109                           | ↘5075            | 1049,00       |
| Кубринский сельский округ                | посёлок Кубринск       | Нагорьевское сельское поселение             | село Нагорье           | 109                           | ↘5075            | 1049,00       |
| Нагорьевский сельский округ              | село Нагорье           | Нагорьевское сельское поселение             | село Нагорье           | 109                           | ↘5075            | 1049,00       |
| Веськовский сельский округ               | село Новоселье         | Пригородное сельское поселение              | село Троицкая Слобода  | 132                           | ↘9338            | 1443,92       |
| Глебовский сельский округ                | село Глебовское        | Пригородное сельское поселение              | село Троицкая Слобода  | 132                           | ↘9338            | 1443,92       |
| Добриловский сельский округ              | село Добрилово         | Пригородное сельское поселение              | село Троицкая Слобода  | 132                           | ↘9338            | 1443,92       |
| Купанский сельский округ                 | село Купанское         | Пригородное сельское поселение              | село Троицкая Слобода  | 132                           | ↘9338            | 1443,92       |
| Лыченский сельский округ                 | село Лыченцы           | Пригородное сельское поселение              | село Троицкая Слобода  | 132                           | ↘9338            | 1443,92       |
| Перелесский сельский округ               | деревня Перелески      | Пригородное сельское поселение              | село Троицкая Слобода  | 132                           | ↘9338            | 1443,92       |
| Пономаревский сельский округ             | деревня Пономарёвка    | Пригородное сельское поселение              | село Троицкая Слобода  | 132                           | ↘9338            | 1443,92       |
| Троицкий сельский округ                  | село Троицкая Слобода  | Пригородное сельское поселение              | село Троицкая Слобода  | 132                           | ↘9338            | 1443,92       |
| Алексинский сельский округ               | посёлок Дубки          | Рязанцевское сельское поселение             | посёлок Рязанцево      | 69                            | ↘5663            | 615,00        |
| Берендеевский сельский округ             | посёлок Берендеево     | Рязанцевское сельское поселение             | посёлок Рязанцево      | 69                            | ↘5663            | 615,00        |
| Дубровицкий сельский округ               | село Дубровицы         | Рязанцевское сельское поселение             | посёлок Рязанцево      | 69                            | ↘5663            | 615,00        |
| Любимцевский сельский округ              | деревня Любимцево      | Рязанцевское сельское поселение             | посёлок Рязанцево      | 69                            | ↘5663            | 615,00        |
| Рязанцевский сельский округ              | посёлок Рязанцево      | Рязанцевское сельское поселение             | посёлок Рязанцево      | 69                            | ↘5663            | 615,00        |
| Скоблевский сельский округ               | село Скоблево          | Рязанцевское сельское поселение             | посёлок Рязанцево      | 69                            | ↘5663            | 615,00        |
| Смоленский сельский округ                | село Смоленское        | Рязанцевское сельское поселение             | посёлок Рязанцево      | 69                            | ↘5663            | 615,00        |

## Населённые пункты
Всего в Переславском районе 310 сельских населённых пунктов.
| №   | Населённый пункт       | Тип                 | Население (чел.) | Сельский округ | Бывшее сельское поселение |
| --- | ---------------------- | ------------------- | ---------------- | -------------- | ------------------------- |
| 1   | Акулово                | деревня             | ↗4               | Лыченский      | Пригородное               |
| 2   | Алексино               | село                | ↗22              | Алексинский    | Рязанцевское              |
| 3   | Алферьево              | село                | ↘3               | Лыченский      | Пригородное               |
| 4   | Ананкино               | деревня             | →2               | Андриановский  | Нагорьевское              |
| 5   | Ананьино               | деревня             | ↗1               | Копнинский     | Нагорьевское              |
| 6   | Андреевское            | деревня             | ↗22              | Лыченский      | Пригородное               |
| 7   | Андрианово             | село                | ↘193             | Андриановский  | Нагорьевское              |
| 8   | Аниково                | деревня             | →0               | Рязанцевский   | Рязанцевское              |
| 9   | Антуфьево              | деревня             | ↘0               | Глебовский     | Пригородное               |
| 10  | Архангельское          | деревня             | ↗3               | Скоблевский    | Рязанцевское              |
| 11  | Афонасово              | деревня             | →0               | Глебовский     | Пригородное               |
| 12  | Афонино                | деревня             | ↘11              | Лыченский      | Пригородное               |
| 13  | Багримово              | село                | ↘2               | Скоблевский    | Рязанцевское              |
| 14  | Бакшеево               | деревня             | ↘0               | Добриловский   | Пригородное               |
| 15  | Бектышево              | село                | ↘308             | Смоленский     | Рязанцевское              |
| 16  | Бережки                | деревня             | →0               | Загорьевский   | Нагорьевское              |
| 17  | Березники              | деревня             | ↘4               | Загорьевский   | Нагорьевское              |
| 18  | Берендеево             | село                | ↘1466            | Берендеевский  | Рязанцевское              |
| 19  | Бибирево               | село                | →1               | Добриловский   | Пригородное               |
| 20  | Богородское            | деревня             | ↘11              | Рязанцевский   | Рязанцевское              |
| 21  | Болшево                | деревня             | ↘25              | Добриловский   | Пригородное               |
| 22  | Большая Брембола       | село                | ↗701             | Пономаревский  | Пригородное               |
| 23  | Большие Сокольники     | деревня             | ↘3               | Веськовский    | Пригородное               |
| 24  | Большое Пальцино       | деревня             | 1                | Глебовский     | Пригородное               |
| 25  | Боняково               | деревня             | →0               | Нагорьевский   | Нагорьевское              |
| 26  | Борисово               | деревня             | →0               | Глебовский     | Пригородное               |
| 27  | Борисово               | деревня             | ↘13              | Любимцевский   | Рязанцевское              |
| 28  | Борисоглебская Слобода | село                | ↘329             | Троицкий       | Пригородное               |
| 29  | Боронуково             | деревня             | →0               | Рязанцевский   | Рязанцевское              |
| 30  | Ботик                  | местечко            | →0               | Веськовский    | Пригородное               |
| 31  | Ботогово               | деревня             | ↘12              | Дмитриевский   | Нагорьевское              |
| 32  | Ботогово               | деревня             | →0               | Лыченский      | Пригородное               |
| 33  | Брынчаги               | деревня             | ↘22              | Дмитриевский   | Нагорьевское              |
| 34  | Будовское              | село                | ↘38              | Любимцевский   | Рязанцевское              |
| 35  | Бурцево                | деревня             | →8               | Загорьевский   | Нагорьевское              |
| 36  | Бутаково               | деревня             | →0               | Троицкий       | Пригородное               |
| 37  | Василёво               | деревня             | ↘20              | Глебовский     | Пригородное               |
| 38  | Василисино             | деревня             | ↘5               | Скоблевский    | Рязанцевское              |
| 39  | Вашка                  | село                | ↗9               | Перелесский    | Пригородное               |
| 40  | Вашутино               | деревня             | ↘16              | Перелесский    | Пригородное               |
| 41  | Вёска                  | село                | ↘10              | Глебовский     | Пригородное               |
| 42  | Вёска                  | деревня             | ↘4               | Рязанцевский   | Рязанцевское              |
| 43  | Вёска                  | деревня             | ↘7               | Скоблевский    | Рязанцевское              |
| 44  | Веслево                | деревня             | ↘22              | Веськовский    | Пригородное               |
| 45  | Веськово               | село                | ↘52              | Веськовский    | Пригородное               |
| 46  | Вехово                 | деревня             | ↘5               | Нагорьевский   | Нагорьевское              |
| 47  | Вилино                 | деревня             | ↘8               | Рязанцевский   | Рязанцевское              |
| 48  | Внуково                | деревня             | ↘2               | Рязанцевский   | Рязанцевское              |
| 49  | Воронкино              | деревня             | ↘25              | Нагорьевский   | Нагорьевское              |
| 50  | Вороново               | деревня             | ↘46              | Дмитриевский   | Нагорьевское              |
| 51  | Воронцово              | село                | ↗35              | Пономаревский  | Пригородное               |
| 52  | Воскресенка            | деревня             | ↘2               | Загорьевский   | Нагорьевское              |
| 53  | Воскресенское          | деревня             | →0               | Глебовский     | Пригородное               |
| 54  | Выползова Слободка     | село                | →0               | Глебовский     | Пригородное               |
| 55  | Выползово              | деревня             | →0               | Загорьевский   | Нагорьевское              |
| 56  | Высоково               | деревня             | ↗11              | Рязанцевский   | Рязанцевское              |
| 57  | Высокуша               | деревня             | ↗7               | Загорьевский   | Нагорьевское              |
| 58  | Гаврилково             | деревня             | ↗3               | Копнинский     | Нагорьевское              |
| 59  | Гагаринская Новосёлка  | село                | ↘125             | Глебовский     | Пригородное               |
| 60  | Глебовское             | село                | ↘506             | Глебовский     | Пригородное               |
| 61  | Говырино               | местечко            | ↘17              | Троицкий       | Пригородное               |
| 62  | Головинское            | деревня             | ↘25              | Андриановский  | Нагорьевское              |
| 63  | Головнино              | деревня             | →0               | Глебовский     | Пригородное               |
| 64  | Голопёрово             | село                | ↘15              | Глебовский     | Пригородное               |
| 65  | Гора-Новосёлка         | село                | ↘10              | Купанский      | Пригородное               |
| 66  | Горбаново              | деревня             | ↘4               | Загорьевский   | Нагорьевское              |
| 67  | Горбанцево             | деревня             | ↘8               | Загорьевский   | Нагорьевское              |
| 68  | Горицы                 | деревня             | ↘5               | Загорьевский   | Нагорьевское              |
| 69  | Горки                  | деревня             | ↘23              | Лыченский      | Пригородное               |
| 70  | Горки                  | деревня             | ↘461             | Любимцевский   | Рязанцевское              |
| 71  | Городище               | деревня             | ↘6               | Глебовский     | Пригородное               |
| 72  | Городище               | село                | ↘56              | Троицкий       | Пригородное               |
| 73  | Горохово               | деревня             | ↘65              | Дмитриевский   | Нагорьевское              |
| 74  | Грачковская слобода    | деревня             | ↗32              | Добриловский   | Пригородное               |
| 75  | Григорово              | деревня             | ↘37              | Андриановский  | Нагорьевское              |
| 76  | Григорово              | деревня             | ↘12              | Перелесский    | Пригородное               |
| 77  | Гулино                 | деревня             | ↘13              | Дмитриевский   | Нагорьевское              |
| 78  | Давыдово               | село                | ↘19              | Смоленский     | Рязанцевское              |
| 79  | Даратники              | деревня             | ↗13              | Загорьевский   | Нагорьевское              |
| 80  | Деревково              | деревня             | ↘0               | Глебовский     | Пригородное               |
| 81  | Дмитриевское           | село                | ↗141             | Дмитриевский   | Нагорьевское              |
| 82  | Добрилово              | село                | ↘10              | Добриловский   | Пригородное               |
| 83  | Долгово                | деревня             | ↘26              | Загорьевский   | Нагорьевское              |
| 84  | Дреплево               | деревня             | ↗10              | Загорьевский   | Нагорьевское              |
| 85  | Дубки                  | посёлок             | ↘766             | Алексинский    | Рязанцевское              |
| 86  | Дубнево                | деревня             | ↘21              | Дмитриевский   | Нагорьевское              |
| 87  | Дубовицы               | деревня             | ↘0               | Веськовский    | Пригородное               |
| 88  | Дубровицы              | село                | ↘257             | Дубровицкий    | Рязанцевское              |
| 89  | Дядькино               | деревня             | ↘3               | Веськовский    | Пригородное               |
| 90  | Евсеево                | деревня             | ↘1               | Веськовский    | Пригородное               |
| 91  | Евстигнеево            | деревня             | ↘4               | Нагорьевский   | Нагорьевское              |
| 92  | Елизарка               | деревня             | ↘0               | Глебовский     | Пригородное               |
| 93  | Елизарово              | село                | ↘307             | Рязанцевский   | Рязанцевское              |
| 94  | Елпатьево              | деревня             | ↘10              | Нагорьевский   | Нагорьевское              |
| 95  | Ермово                 | село                | ↘0               | Андриановский  | Нагорьевское              |
| 96  | Ермолино               | деревня             | ↘0               | Перелесский    | Пригородное               |
| 97  | Ершово                 | деревня             | ↗2               | Перелесский    | Пригородное               |
| 98  | Ефимьево               | село                | ↘292             | Скоблевский    | Рязанцевское              |
| 99  | Жданово                | деревня             | ↘3               | Загорьевский   | Нагорьевское              |
| 100 | Желтиково              | деревня             | ↘18              | Копнинский     | Нагорьевское              |
| 101 | Жупеево                | деревня             | ↗22              | Купанский      | Пригородное               |
| 102 | Забелино               | деревня             | ↗19              | Дубровицкий    | Рязанцевское              |
| 103 | Загорье                | деревня             | ↗2               | Добриловский   | Пригородное               |
| 104 | Загорье                | село                | ↘189             | Загорьевский   | Нагорьевское              |
| 105 | Захарово               | деревня             | ↘2               | Андриановский  | Нагорьевское              |
| 106 | Иванисово              | село                | →7               | Скоблевский    | Рязанцевское              |
| 107 | Ивановское             | посёлок             | ↗786             | Перелесский    | Пригородное               |
| 108 | Ивановское             | село                | ↘17              | Пономаревский  | Пригородное               |
| 109 | Иванцево               | деревня             | ↘5               | Дмитриевский   | Нагорьевское              |
| 110 | Ивкино                 | деревня             | →1               | Глебовский     | Пригородное               |
| 111 | Измайлово              | деревня             | ↘1               | Копнинский     | Нагорьевское              |
| 112 | Икрино                 | деревня             | ↗5               | Скоблевский    | Рязанцевское              |
| 113 | Ильинка                | деревня             | →0               | Рязанцевский   | Рязанцевское              |
| 114 | Ильинское              | село                | →0               | Глебовский     | Пригородное               |
| 115 | Кабанское              | село                | ↘29              | Дубровицкий    | Рязанцевское              |
| 116 | Калинкино              | деревня             | ↘0               | Андриановский  | Нагорьевское              |
| 117 | Калистово              | село                | →0               | Смоленский     | Рязанцевское              |
| 118 | Камышево               | деревня             | ↘1               | Копнинский     | Нагорьевское              |
| 119 | Карсаково              | деревня             | →0               | Скоблевский    | Рязанцевское              |
| 120 | Кисьма                 | деревня             | ↗10              | Загорьевский   | Нагорьевское              |
| 121 | Киучер                 | деревня             | →38              | Смоленский     | Рязанцевское              |
| 122 | Кичибухино             | деревня             | ↗204             | Добриловский   | Пригородное               |
| 123 | Кишкино                | деревня             | ↘6               | Загорьевский   | Нагорьевское              |
| 124 | Климово                | местечко            | →0               | Копнинский     | Нагорьевское              |
| 125 | Климово                | деревня             | →0               | Глебовский     | Пригородное               |
| 126 | Клины                  | деревня             | ↘10              | Рязанцевский   | Рязанцевское              |
| 127 | Княжево                | деревня             | ↘4               | Троицкий       | Пригородное               |
| 128 | Колокарёво             | деревня             | ↘83              | Загорьевский   | Нагорьевское              |
| 129 | Конюцкое               | деревня             | ↗20              | Троицкий       | Пригородное               |
| 130 | Копнино                | село                | ↘166             | Копнинский     | Нагорьевское              |
| 131 | Коргашино              | деревня             | ↘2               | Дмитриевский   | Нагорьевское              |
| 132 | Кормолиха              | деревня             | ↗6               | Загорьевский   | Нагорьевское              |
| 133 | Коробово               | деревня             | ↘2               | Нагорьевский   | Нагорьевское              |
| 134 | Коровино               | деревня             | →0               | Добриловский   | Пригородное               |
| 135 | Коротково              | деревня             | ↗54              | Пономаревский  | Пригородное               |
| 136 | Кошелево               | деревня             | ↘0               | Глебовский     | Пригородное               |
| 137 | Красная Деревня        | деревня             | ↘252             | Троицкий       | Пригородное               |
| 138 | Красногор              | деревня             | ↘3               | Троицкий       | Пригородное               |
| 139 | Красногорский          | посёлок             | →0               | Троицкий       | Пригородное               |
| 140 | Красное                | село                | ↘70              | Добриловский   | Пригородное               |
| 141 | Криушкино              | деревня             | ↘2               | Троицкий       | Пригородное               |
| 142 | Кружково               | деревня             | ↘0               | Глебовский     | Пригородное               |
| 143 | Кубринск               | село                | ↘1593            | Кубринский     | Нагорьевское              |
| 144 | Кубрянское лесничество | посёлок             | ↗36              | Андриановский  | Нагорьевское              |
| 145 | Кудрино                | деревня             | ↘21              | Загорьевский   | Нагорьевское              |
| 146 | Кулаково               | деревня             | ↘36              | Перелесский    | Пригородное               |
| 147 | Купанское              | село                | ↘1502            | Купанский      | Пригородное               |
| 148 | Купань                 | село                | ↘12              | Купанский      | Пригородное               |
| 149 | Куряниново             | деревня             | ↘22              | Алексинский    | Рязанцевское              |
| 150 | Лаврово                | село                | →0               | Скоблевский    | Рязанцевское              |
| 151 | Леонтьево              | деревня             | ↘23              | Глебовский     | Пригородное               |
| 152 | Липовцы                | деревня             | ↘5               | Загорьевский   | Нагорьевское              |
| 153 | Лисавы                 | деревня             | ↘9               | Андриановский  | Нагорьевское              |
| 154 | Лихарево               | деревня             | →3               | Нагорьевский   | Нагорьевское              |
| 155 | Лосниково              | деревня             | ↘17              | Дмитриевский   | Нагорьевское              |
| 156 | Лось                   | посёлок             | ↘30              | Андриановский  | Нагорьевское              |
| 157 | Луговая слобода        | деревня             | ↘28              | Добриловский   | Пригородное               |
| 158 | Лунино                 | деревня             | ↘55              | Пономаревский  | Пригородное               |
| 159 | Лучинское              | село                | ↘0               | Дмитриевский   | Нагорьевское              |
| 160 | Лучинское              | село                | ↘12              | Дубровицкий    | Рязанцевское              |
| 161 | Лыченцы                | село                | ↘236             | Лыченский      | Пригородное               |
| 162 | Любимцево              | деревня             | ↘8               | Любимцевский   | Рязанцевское              |
| 163 | Малая Брембола         | село                | ↗25              | Пономаревский  | Пригородное               |
| 164 | Малое Ильинское        | село                | ↘3               | Дмитриевский   | Нагорьевское              |
| 165 | Малое Пальцино         | деревня             | #Н/Д             | Глебовский     | Пригородное               |
| 166 | Маншино                | деревня             | ↗9               | Нагорьевский   | Нагорьевское              |
| 167 | Маринкино              | деревня             | →0               | Андриановский  | Нагорьевское              |
| 168 | Мартынка               | деревня             | ↘9               | Веськовский    | Пригородное               |
| 169 | Матвеевка              | деревня             | ↘7               | Загорьевский   | Нагорьевское              |
| 170 | Маурино                | деревня             | ↘3               | Троицкий       | Пригородное               |
| 171 | Меленки                | деревня             | ↘9               | Нагорьевский   | Нагорьевское              |
| 172 | Мериново               | деревня             | ↘17              | Копнинский     | Нагорьевское              |
| 173 | Местилово              | деревня             | ↘18              | Дмитриевский   | Нагорьевское              |
| 174 | Микляево               | деревня             | ↘68              | Дмитриевский   | Нагорьевское              |
| 175 | Милитино               | деревня             | →0               | Троицкий       | Пригородное               |
| 176 | Милославка             | деревня             | ↘8               | Скоблевский    | Рязанцевское              |
| 177 | Михалёво               | село                | ↘16              | Алексинский    | Рязанцевское              |
| 178 | Михальцёво             | деревня             | ↘1               | Нагорьевский   | Нагорьевское              |
| 179 | Михеево                | деревня             | →2               | Загорьевский   | Нагорьевское              |
| 180 | Мишутино               | деревня             | →2               | Нагорьевский   | Нагорьевское              |
| 181 | Мшарово                | посёлок             | ↘41              | Копнинский     | Нагорьевское              |
| 182 | Мясищево               | деревня             | ↘18              | Дмитриевский   | Нагорьевское              |
| 183 | Мясоедово              | деревня             | ↘1               | Копнинский     | Нагорьевское              |
| 184 | Нагорье                | село                | ↘1775            | Нагорьевский   | Нагорьевское              |
| 185 | Насакино               | деревня             | →1               | Дубровицкий    | Рязанцевское              |
| 186 | Нестерово              | деревня             | ↘7               | Дмитриевский   | Нагорьевское              |
| 187 | Нестерово              | село                | ↗26              | Смоленский     | Рязанцевское              |
| 188 | Нечаевка               | деревня             | →0               | Смоленский     | Рязанцевское              |
| 189 | Никитская Слобода      | село                | ↗251             | Троицкий       | Пригородное               |
| 190 | Николо-Царевна         | село                | ↘1               | Дмитриевский   | Нагорьевское              |
| 191 | Никольское             | деревня             | ↘25              | Дубровицкий    | Рязанцевское              |
| 192 | Никулинка              | деревня             | →0               | Алексинский    | Рязанцевское              |
| 193 | Никульское             | село                | ↘2               | Дубровицкий    | Рязанцевское              |
| 194 | Нила                   | село                | ↘30              | Пономаревский  | Пригородное               |
| 195 | Новая                  | деревня             | ↘7               | Веськовский    | Пригородное               |
| 196 | Новинцы                | деревня             | ↘9               | Глебовский     | Пригородное               |
| 197 | Новоалексеевка         | село                | ↗267             | Глебовский     | Пригородное               |
| 198 | Ново-Беклемишево       | деревня             | →0               | Дубровицкий    | Рязанцевское              |
| 199 | Новое                  | село                | ↘470             | Глебовский     | Пригородное               |
| 200 | Новое Волино           | деревня             | ↘2               | Загорьевский   | Нагорьевское              |
| 201 | Новое Селезнево        | деревня             | ↘0               | Копнинский     | Нагорьевское              |
| 202 | Новосёлка              | деревня             | ↘3               | Алексинский    | Рязанцевское              |
| 203 | Новоселье              | село                | ↗347             | Веськовский    | Пригородное               |
| 204 | Огорельцево            | деревня             | →12              | Нагорьевский   | Нагорьевское              |
| 205 | Одерихино              | деревня             | ↘4               | Перелесский    | Пригородное               |
| 206 | Осурово                | деревня             | ↘19              | Троицкий       | Пригородное               |
| 207 | Охотино                | деревня             | ↘4               | Перелесский    | Пригородное               |
| 208 | Панское                | деревня             | →1               | Андриановский  | Нагорьевское              |
| 209 | Паньково               | деревня             | ↘10              | Загорьевский   | Нагорьевское              |
| 210 | Первушино              | посёлок             | ↘20              | Веськовский    | Пригородное               |
| 211 | Перелески              | деревня             | ↘247             | Перелесский    | Пригородное               |
| 212 | Перцево                | село                | ↘29              | Алексинский    | Рязанцевское              |
| 213 | Пески                  | деревня             | ↘50              | Лыченский      | Пригородное               |
| 214 | Петрилово              | деревня             | ↘7               | Дмитриевский   | Нагорьевское              |
| 215 | Петрищево              | село                | ↘29              | Любимцевский   | Рязанцевское              |
| 216 | Петровское             | село                | ↗11              | Скоблевский    | Рязанцевское              |
| 217 | Петухово               | деревня             | →14              | Загорьевский   | Нагорьевское              |
| 218 | Пешково                | деревня             | ↘8               | Дмитриевский   | Нагорьевское              |
| 219 | Плечево                | деревня             | ↘10              | Перелесский    | Пригородное               |
| 220 | Погост                 | деревня             | ↘6               | Алексинский    | Рязанцевское              |
| 221 | Подберезье             | деревня             | ↘2               | Перелесский    | Пригородное               |
| 222 | Подраменье             | деревня             | →0               | Глебовский     | Пригородное               |
| 223 | Пожарское              | село                | →0               | Глебовский     | Пригородное               |
| 224 | Половецкое             | село                | ↘22              | Лыченский      | Пригородное               |
| 225 | Пономарёвка            | деревня             | ↗25              | Пономаревский  | Пригородное               |
| 226 | Поповское              | деревня             | ↘6               | Андриановский  | Нагорьевское              |
| 227 | Поповское              | деревня             | ↗6               | Глебовский     | Пригородное               |
| 228 | Потанино               | деревня             | ↗4               | Глебовский     | Пригородное               |
| 229 | Починки                | деревня             | →14              | Загорьевский   | Нагорьевское              |
| 230 | Приозерный             | посёлок             | ↘149             | Троицкий       | Пригородное               |
| 231 | Пылайха                | деревня             | ↘0               | Андриановский  | Нагорьевское              |
| 232 | Рахманово              | село                | ↘162             | Дмитриевский   | Нагорьевское              |
| 233 | Релинский              | посёлок             | ↘6               | Веськовский    | Пригородное               |
| 234 | Рогозинино             | село                | ↘16              | Троицкий       | Пригородное               |
| 235 | Родионово              | деревня             | ↗31              | Нагорьевский   | Нагорьевское              |
| 236 | Родионцево             | деревня             | ↘0               | Скоблевский    | Рязанцевское              |
| 237 | Рождествено            | село                | ↗12              | Смоленский     | Рязанцевское              |
| 238 | Рокша                  | посёлок ж/д станции | ↘0               | Любимцевский   | Рязанцевское              |
| 239 | Романка                | деревня             | ↗9               | Глебовский     | Пригородное               |
| 240 | Романово               | село                | ↘5               | Смоленский     | Пригородное               |
| 241 | Романово               | село                | ↘48              | Перелесский    | Рязанцевское              |
| 242 | Ростиново              | деревня             | ↘27              | Скоблевский    | Рязанцевское              |
| 243 | Рушиново               | деревня             | ↘11              | Перелесский    | Пригородное               |
| 244 | Рыково                 | деревня             | ↘9               | Лыченский      | Пригородное               |
| 245 | Рязанцево              | посёлок             | ↘1043            | Рязанцевский   | Рязанцевское              |
| 246 | Савельево              | деревня             | ↘7               | Глебовский     | Пригородное               |
| 247 | Сараево                | деревня             | ↘18              | Загорьевский   | Нагорьевское              |
| 248 | Сарево                 | деревня             | ↘30              | Рязанцевский   | Рязанцевское              |
| 249 | Свечино                | деревня             | ↘28              | Копнинский     | Нагорьевское              |
| 250 | Святово                | деревня             | ↘76              | Копнинский     | Нагорьевское              |
| 251 | Семендяйка             | село                | ↗13              | Глебовский     | Пригородное               |
| 252 | Семёновка              | деревня             | ↘3               | Алексинский    | Рязанцевское              |
| 253 | Сидорково              | деревня             | ↘1               | Нагорьевский   | Нагорьевское              |
| 254 | Симак                  | местечко            |                  | Веськовский    | Пригородное               |
| 255 | Ситницы                | деревня             | ↗4               | Нагорьевский   | Нагорьевское              |
| 256 | Скоблево               | село                | ↘6               | Скоблевский    | Рязанцевское              |
| 257 | Скоморохово            | деревня             | ↘41              | Лыченский      | Пригородное               |
| 258 | Скрипицино             | деревня             | ↗2               | Смоленский     | Рязанцевское              |
| 259 | Скулино                | деревня             | ↗17              | Пономаревский  | Пригородное               |
| 260 | Славитино              | село                | ↗50              | Любимцевский   | Рязанцевское              |
| 261 | Слепцово               | деревня             | ↘1               | Нагорьевский   | Нагорьевское              |
| 262 | Слободка               | деревня             | ↘30              | Перелесский    | Пригородное               |
| 263 | Смоленское             | село                | ↘490             | Смоленский     | Рязанцевское              |
| 264 | Соболево               | деревня             | →0               | Дубровицкий    | Рязанцевское              |
| 265 | Соловеново             | деревня             | ↗16              | Пономаревский  | Пригородное               |
| 266 | Соломидино             | село                | ↘14              | Веськовский    | Пригородное               |
| 267 | Сольба                 | местечко            | ↘42              | Дмитриевский   | Нагорьевское              |
| 268 | Спасс                  | село                | →0               | Смоленский     | Рязанцевское              |
| 269 | Стаищи                 | деревня             | ↘3               | Любимцевский   | Рязанцевское              |
| 270 | Старово                | деревня             | ↘10              | Загорьевский   | Нагорьевское              |
| 271 | Старое Волино          | деревня             | →0               | Загорьевский   | Нагорьевское              |
| 272 | Старое Селезнево       | деревня             | ↘1               | Копнинский     | Нагорьевское              |
| 273 | Степанцево             | деревня             | →20              | Загорьевский   | Нагорьевское              |
| 274 | Студенец               | деревня             | ↘2               | Лыченский      | Пригородное               |
| 275 | Талицы                 | посёлок             | ↘18              | Купанский      | Пригородное               |
| 276 | Тараскино              | деревня             | ↘4               | Перелесский    | Пригородное               |
| 277 | Тархов Холм            | деревня             | →9               | Дмитриевский   | Нагорьевское              |
| 278 | Твердилково            | село                | ↘28              | Дубровицкий    | Рязанцевское              |
| 279 | Торчиново              | деревня             | →0               | Нагорьевский   | Нагорьевское              |
| 280 | Тощебылово             | деревня             | ↗16              | Дмитриевский   | Нагорьевское              |
| 281 | Троицкая Слобода       | село                | ↗300             | Троицкий       | Пригородное               |
| 282 | Троицкое               | деревня             | ↘0               | Веськовский    | Пригородное               |
| 283 | Троицкое               | село                | ↗9               | Лыченский      | Пригородное               |
| 284 | Тукаленка              | деревня             | ↘0               | Андриановский  | Нагорьевское              |
| 285 | Фалелеево              | село                | ↘10              | Пономаревский  | Пригородное               |
| 286 | Фалисово               | деревня             | ↘61              | Копнинский     | Нагорьевское              |
| 287 | Федосово               | деревня             | ↗9               | Копнинский     | Нагорьевское              |
| 288 | Филимоново             | село                | ↘242             | Дубровицкий    | Рязанцевское              |
| 289 | Филипповское           | село                | ↘21              | Дубровицкий    | Рязанцевское              |
| 290 | Фомино                 | деревня             | →3               | Дмитриевский   | Нагорьевское              |
| 291 | Фонинское              | деревня             | ↘227             | Нагорьевский   | Нагорьевское              |
| 292 | Хватково               | деревня             | ↘0               | Перелесский    | Пригородное               |
| 293 | Хмельники              | деревня             | ↘20              | Андриановский  | Пригородное               |
| 294 | Хмельники              | село                | ↗16              | Купанский      | Нагорьевское              |
| 295 | Хороброво              | деревня             | ↘13              | Андриановский  | Нагорьевское              |
| 296 | Чашницы                | деревня             | ↘12              | Добриловский   | Пригородное               |
| 297 | Ченцы                  | деревня             | →2               | Глебовский     | Пригородное               |
| 298 | Ченцы                  | деревня             | ↘16              | Лыченский      | Пригородное               |
| 299 | Чильчаги               | деревня             | ↘18              | Дмитриевский   | Нагорьевское              |
| 300 | Шапошницы              | деревня             | ↘3               | Перелесский    | Пригородное               |
| 301 | Ширяйка                | деревня             | ↘9               | Кубринский     | Нагорьевское              |
| 302 | Шушково                | деревня             | ↘13              | Смоленский     | Рязанцевское              |
| 303 | Шушково                | посёлок ж/д станции | ↘24              | Смоленский     | Рязанцевское              |
| 304 | Щелканка               | деревня             | ↘71              | Глебовский     | Пригородное               |
| 305 | Щелканово              | посёлок             | ↘1               | Глебовский     | Пригородное               |
| 306 | Щербинино              | деревня             | ↘29              | Перелесский    | Пригородное               |
| 307 | Юрино                  | деревня             | →0               | Глебовский     | Пригородное               |
| 308 | Ягренево               | село                | →0               | Троицкий       | Пригородное               |
| 309 | Ям                     | село                | ↘169             | Веськовский    | Пригородное               |
| 310 | Яропольцы              | деревня             | ↘0               | Глебовский     | Пригородное               |

Упразднённые населённые пункты: деревни Аламово, Афанасово, Безмино, Бутримово, Вишенки, Громоздово, Колган, Никитское, Сотьма, Черницыно, Чириха, Яковлево.

## Экономика
Основное занятие — сельское (особенно в восточной части) и лесное хозяйство. Ведётся добыча нерудных ископаемых — песка и гравия.
Развит местный туризм по достопримечательностям района и в особенности к Плещееву озеру.
В селе Веськово расположен Институт программных систем РАН .
Около села Андрианово на реке Нерль-Волжская действует малая Хоробровская ГЭС.

## Транспорт
- Автомобильная дорога М8 «Холмогоры» (через Новое, Глебовское и Перелески)
- Северная линия транссиба (через Берендеево и Рязанцево) с грузовой веткой к Переславлю

## Известные жители района
- В селе Большая Брембола жил Герой Социалистического Труда Василий Ефимович Привезенцев.
- В селе Брынчаги родились два Героя Советского Союза, оба — Кошкины.
- В деревне Измайлово родился выдающийся советский военачальник Дмитрий Сергеевич Жеребин.
- В посёлке Берендеево жил Герой Социалистического Труда А. И. Акимов.
- В посёлке Берендеево жил Герой Советского Союза Иван Алексеевич Чурочкин.
- В деревне Ивкино родился Герой Советского Союза Николай Сергеевич Ильин.
- Марьин, Михаил Иванович — генерал-майор
- статьи о других переславцах: светских (более 500) и церковных (более 70)
- Михаил Иванович Петров (22 сентября 1918 — 14 июня 1944) — советский партизан, разведчик и диверсант, Герой Советского Союза.

## Достопримечательности

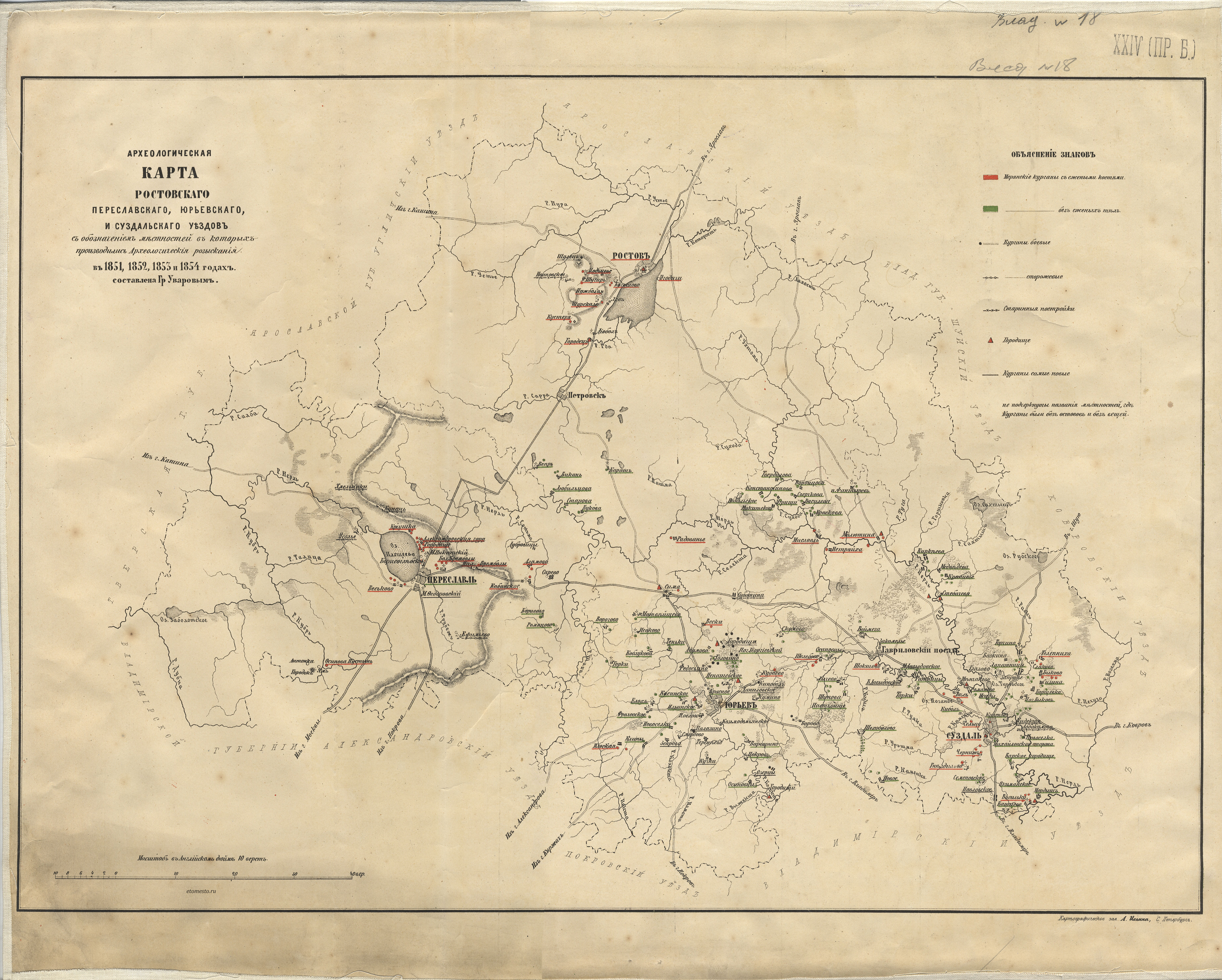
Археологическая карта Ростовского, Переславского, Юрьевского и Суздальского уездов, изыскания 1851, 1852, 1853 и 1854 годов

- Национальный парк «Плещеево озеро»
- Синий камень (Синь-камень) — часть языческого святилища
- Городище на месте исчезнувшего древнерусского города Клещина
- Музей паровозов в д. Талицы
- Музей-усадьба «Ботик Петра I» и сам ботик «Фортуна»
- Музей «Усадьба Ганшиных» в д. Горки
- Усадьба Свиньиных-Козловских в с. Смоленское
- Краеведческий музей
- Музей военной формы Владимира Опалева
- Могильники XI—XII веков у села Веськово, где в 1988—1990 годах проводились раскопки в связи со строительством там нового здания Института программных систем АН СССР